# Cypella catharinensis
Cypella catharinensis är en irisväxtart som beskrevs av Pierfelice Ravenna. Cypella catharinensis ingår i släktet Cypella, och familjen irisväxter. Inga underarter finns listade i Catalogue of Life.